# Dicranomyia (Dicranomyia) peralta
Dicranomyia (Dicranomyia) peralta is een tweevleugelige uit de familie steltmuggen (Limoniidae). De soort komt voor in het Neotropisch gebied.